# Messa per Rossini
La Messa per Rossini es una misa de réquiem compuesta para conmemorar el primer aniversario de la muerte de Gioachino Rossini. Fue una colaboración entre 13 compositores italianos, iniciada por Giuseppe Verdi. La composición estaba destinada a ser realizada el 13 de noviembre de 1869 en la Basílica de San Petronio, Bolonia, donde Rossini creció y pasó gran parte de su vida.

## Origen
Verdi había propuesto esta colaboración en una carta del 17 de noviembre de 1868, cuatro días después de la muerte de Rossini, a su editorial en Casa Ricordi, Tito Ricordi (1811-1888), afirmando que después de la actuación los manuscritos deberían ser sellados en los archivos del Liceo musicale Rossini.
El Ayuntamiento de Bolonia y la Academia Filarmónica de Bolonia recibieron esta idea favorablemente y un comité de tres miembros (Lauro Rossi, Alberto Mazzucato, Stefano Ronchetti-Monteviti) del Conservatorio de Milán se estableció en Milán con Giulio Ricordi como secretario. El comité eligió a los compositores y asignó sus tareas; Angelo Mariani estuvo de acuerdo en conducir.
Mariani también participó en las conmemoraciones de Rossini en Pesaro, lugar de nacimiento de Rossini, que estaban previstas para agosto de 1869. A pesar de la invitación suplicante de Mariani a Verdi el 19 de agosto de 1869, Verdi respondió indignado el mismo día que no asistiría. En una carta de 24 de agosto, Mariani expresó su desazón por esa respuesta. Mientras tanto, la comisión había pedido al empresario del Teatro Comunale di Bologna, Luigi Scalaberni (1823-1876), que prestara los intérpretes, la orquesta y el coro para la representación en Bolonia el 13 de noviembre. Scalaberni rechazó el 6 de octubre por razones comerciales porque el desempeño de la misa impediría el éxito de su temporada de ópera. Las autoridades municipales sugirieron aplazar las conmemoraciones hasta diciembre, después de la temporada de ópera. Verdi se opuso a tal demora y también a una sugerencia del comité de trasladar la actuación a Milán. En una carta del 27 de octubre de 1869 a Ricordi, Verdi se opone a la demora o la reubicación, y no solo culpa a Mariani por la situación, sino que comenta: "¿Quién sería el director de Milán? El rendimiento de la composición, que se terminó en el verano de 1869, fue cancelado. El manuscrito posteriormente cayó en el olvido.
Giuseppe Verdi adaptó su propia contribución, la conclusión Libera me, como base para esa sección al componer su propio Messa da Requiem.

## Primeras Actuaciones
El completo Messa per Rossini fue descubierto por el musicólogo estadounidense David Rosen en 1970 y estrenado en 1988 por el Gächinger Kantorei dirigido por Helmuth Rilling en el European Music Festival de Stuttgart y posteriormente en otros festivales como el Rheingau Musik Festival en 2001. La primera actuación en los Estados Unidos tuvo lugar en octubre de 1989 en el Avery Fisher Hall de Avery Fisher Hall, también dirigida por Rilling, con la soprano Gabriela Beňačková, la mezzo Cornelia Kallisch, el tenor James Wagner y el bajo Brian Matthews, el Gächinger Kantorei y el Filarmónica de New York. El trabajo ha sido posteriormente grabado en CD. La primera actuación en el Reino Unido fue dada en 2003 en la Royal Academy of Music de Londres por la Trinity Chorale y Trinity Orchestra dirigida por John Wyatt (director de música de Aldenham School).

## Estructura
| Compositor                     | Sección           | Movimiento                                              | Ajuste                                       |
| ------------------------------ | ----------------- | ------------------------------------------------------- | -------------------------------------------- |
| Antonio Buzzolla (1815–1871)   | I. Introitus      | Requiem y Kyrie                                         | coro                                         |
| Antonio Bazzini (1818–1897)    | II. Sequentia     | 1. Dies Irae                                            | coro                                         |
| Carlo Pedrotti (1817–1893)     | II. Sequentia     | 2. Tuba mirum                                           | solo (barítono) y coro                       |
| Antonio Cagnoni (1828–1896)    | II. Sequentia     | 3. Quid sum miser                                       | dueto: soprano y alto                        |
| Federico Ricci (1809–1877)     | II. Sequentia     | 4. Recordare Jesu                                       | cuarteto: soprano, alto, barítono y bajo     |
| Alessandro Nini (1805–1880)    | II. Sequentia     | 5. Ingemisco                                            | solo (tenor) y coro                          |
| Raimondo Boucheron (1800–1876) | II. Sequentia     | 6. Confutatis Oro supplex                               | solo (bajo) y coro                           |
| Carlo Coccia (1782–1873)       | II. Sequentia     | 7. Lacrimosa Amen                                       | Coro a capela y coro                         |
| Gaetano Gaspari (1808–1881)    | III. Offertorium  | Domine Jesu Quam olim Abrahae Hostias Quam olim Abrahae | cuarteto (soprano, alto, tenor, bajo) y coro |
| Pietro Platania (1828–1907)    | IV. Sanctus       | Sanctus Hosanna Benedictus Hosanna                      | solo (soprano) y coro                        |
| Lauro Rossi (1810–1885)        | V. Agnus Dei      | Agnus Dei                                               | solo (alto)                                  |
| Teodulo Mabellini (1817–1897)  | VI. Communio      | Lux aeterna                                             | trío: tenor, barítono y bajo                 |
| Giuseppe Verdi (1813–1901)     | VII. Responsorium | Libera me Dies Irae Requiem aeternam Libera me          | solo (soprano) y coro                        |